# Mako (SeaWorld Orlando)
Pour les articles homonymes, voir Mako.
Mako est un parcours d'hyper montagnes russes en métal à SeaWorld Orlando, à proximité d'Orlando, en Floride. Construites par Bolliger & Mabillard, elles sont les plus grandes, plus longues et plus rapides montagnes russes des parcs à thèmes d'Orlando. L’attraction fut officiellement ouverte au public le 10 juin 2016.

## Histoire
Le 27 mai 2015, SeaWorld annonce officiellement la construction de Mako,. Le nom de l'attraction vient du requin mako, considérée comme l'espèce la plus rapide de requins dans les océans. L'attraction se situe à proximité d'installations liées aux requins, déjà existantes dans le parc au moment de la construction, tel que l'aquarium Shark Encounter et son restaurant attenant, Sharks Underwater Grill. 